# Ардерн, Росс
Росс Ардерн (англ. Ross Ardern; 28 февраля 1954, Те Ароха, Новая Зеландия) — новозеландский дипломат и бывший полицейский офицер. Администратор Токелау (2018—2022). Отец  Джасинды Ардерн — премьер-министра Новой Зеландии в 2017-2023 годах.

## Биография
Ардерн окончил Королевский полицейский колледж Новой Зеландии и в 1974 году поступил на службу в полицию Новой Зеландии. Из 40 лет своей полицейской карьеры, около 20 он провёл в отделе уголовного розыска и 5 лет в качестве заместителя командира района Матамата-Пиако.
В 2002 году Ардерн получил благодарность комиссара за свою работу при исполнении служебных обязанностей при расследовании дела о грабеже, похищении человека и сексуальном насилии в 1999 году. Он успешно провёл трёхчасовые переговоры с человеком, вооружённым мачете.
В 2005 году Ардерн был назначен комиссаром полиции острова Ниуэ сроком на два года (позднее срок был продлён до четырёх). В течение этого времени, он провёл около года в качестве начальника островной полиции. Также был директором тюрьмы и директором иммиграции Ниуэ.
С 2009 по 2013 год был офицером связи полиции Новой Зеландии в южной части Тихого океана, которая базировалась на Самоа.
В октябре 2013 года, министром иностранных дел Мюррейем Маккалли, был назначен верховным комиссаром Новой Зеландии на Ниуэ. Покинул пост в феврале 2014 года.
15 декабря 2017 года министр иностранных дел Уинстон Питерс объявил, что с 2018 года следующим администратором Токелау станет Ардерн.